# Grand Prix automobile du Brésil 1994
GP précédent GP suivant
Le Grand Prix automobile du Brésil 1994 (Grande Prêmio do Brasil), disputé le 27 mars 1994 sur le Circuit d'Interlagos, est la 549e épreuve du championnat du monde de Formule 1 courue depuis 1950. Il s'agit de la vingt-deuxième édition du Grand Prix du Brésil comptant pour le championnat du monde de Formule 1, la douzième disputée à Interlagos, quartier de la ville de São Paulo, et la première manche du championnat 1994.

## Course

### Déroulement de l'épreuve
Senna est présenté comme le favori de la course en l'absence d'Alain Prost. Les qualifications semblent le confirmer puisque le pilote Williams-Renault réalise le meilleur temps devant le jeune Allemand Schumacher. Derrière se trouvent Alesi sur Ferrari, Damon Hill sur Williams, Frentzen et Morbidelli. Les ravitaillements en essence sont désormais autorisés et le système d'antipatinage a été supprimé. 
À l'extinction des feux, Alesi prend un bon départ et se place juste devant Schumacher alors que Senna prend la tête de la course. Hill, Frentzen et Hakkien s'affrontent pour être dans les 6 premières places. Dans le dernier virage du premier tour, Schumacher porte une attaque sur Alesi, le double mais perd son avantage à la réaccélération. Au tour suivant Schumacher effectue la même manœuvre mais freine un peu plus pour conserver cette fois-ci la seconde place et se lance alors à la poursuite de Senna.
Au 4e tour, Hakkinen passe Frentzen pour le gain de la 5e place alors que Schumacher est dans le rythme de Senna. Au tour suivant, Gachot, Bernard, Berger et Morbidelli abandonnent, Alboreto les imitant au 7e tour. 
En tête, Schumacher ne cesse de se rapprocher de Senna en difficultés pour doubler les retardataires. Hakkinen puis Frentzen abandonnent tandis qu'au 16e tour l'écart entre les deux leaders est passé en dessous de la seconde alors qu'Alesi est déjà à plus de 30 secondes.
Au 21e passage, Senna et Schumacher rentrent ensemble aux stands, grâce à un arrêt plus court l'Allemand ressort devant le Brésilien alors que Hill et Katayama se retrouvent 3e et 4e. Alesi et Blundell, qui n'est pas encore passé par les stands, complètent le top 6. Mais ce dernier abandonne ainsi que Fittipaldi, et Martini entre ainsi dans les places qui se verront créditées de points à la fin de la course.
En 3e position, Hill peine à s'adapter à sa monoplace sans antipatinage : il se retrouve à plus de 35 secondes de Schumacher alors qu'il ne s'est toujours pas arrêté aux stands. 
À mi-course le classement est Schumacher - Senna - Hill - Alesi - Wendlinger - Barrichello. Schumacher augmente son avance quand survient un accident impliquant Verstappen, Irvine, Bernard et Brundle. Hill rentre aux stands et Schumacher double Alesi : il n'y a plus que 3 pilotes dans le même tour mais Hill est à plus d'une minute. L'écart entre les deux leaders se stabilise autour des 8 secondes.
Au 43e tour, il ne reste plus que 13 voitures en course, au 46e passage Senna et Alesi entrent aux stands, imités par Schumacher à la boucle suivante. Après les arrêts de ravitaillement, Barrichello et Katayama dépassent Wendlinger.
Au 50e tour, Schumacher prend un tour à Hill après une manœuvre difficile alors qu'au 55e tour Senna abandonne. La fin de course est assez calme et le classement se fige jusqu'au terme. Schumacher l'emporte devant Hill, Alesi, Barrichello, Katayama et Wendlinger.

### Classement de la course
| Pos. | No | Pilote                | Écurie            | Tours | Temps/Abandon                      | Grille | Points |
| ---- | -- | --------------------- | ----------------- | ----- | ---------------------------------- | ------ | ------ |
| 1    | 5  | Michael Schumacher    | Benetton-Ford     | 71    | 1 h 35 min 38 s 759 (192,632 km/h) | 2      | 10     |
| 2    | 0  | Damon Hill            | Williams-Renault  | 70    | + 1 tour                           | 4      | 6      |
| 3    | 27 | Jean Alesi            | Ferrari           | 70    | + 1 tour                           | 3      | 4      |
| 4    | 14 | Rubens Barrichello    | Jordan-Hart       | 70    | + 1 tour                           | 14     | 3      |
| 5    | 3  | Ukyo Katayama         | Tyrrell-Yamaha    | 69    | + 2 tours                          | 10     | 2      |
| 6    | 29 | Karl Wendlinger       | Sauber-Mercedes   | 69    | + 2 tours                          | 7      | 1      |
| 7    | 12 | Johnny Herbert        | Lotus-Mugen-Honda | 69    | + 2 tours                          | 21     |        |
| 8    | 23 | Pierluigi Martini     | Minardi-Ford      | 69    | + 2 tours                          | 15     |        |
| 9    | 20 | Érik Comas            | Larrousse-Ford    | 68    | + 3 tours                          | 13     |        |
| 10   | 11 | Pedro Lamy            | Lotus-Mugen-Honda | 68    | + 3 tours                          | 24     |        |
| 11   | 26 | Olivier Panis         | Ligier-Renault    | 68    | + 3 tours                          | 19     |        |
| 12   | 31 | David Brabham         | Simtek-Ford       | 67    | + 4 tours                          | 26     |        |
| Abd. | 2  | Ayrton Senna          | Williams-Renault  | 55    | Sortie de piste                    | 1      |        |
| Abd. | 8  | Martin Brundle        | McLaren-Peugeot   | 34    | Collision                          | 18     |        |
| Abd. | 15 | Eddie Irvine          | Jordan-Hart       | 34    | Collision                          | 16     |        |
| Abd. | 6  | Jos Verstappen        | Benetton-Ford     | 34    | Collision                          | 9      |        |
| Abd. | 25 | Éric Bernard          | Ligier-Renault    | 33    | Collision                          | 20     |        |
| Abd. | 4  | Mark Blundell         | Tyrrell-Yamaha    | 21    | Accident                           | 12     |        |
| Abd. | 9  | Christian Fittipaldi  | Arrows-Ford       | 21    | Boîte de vitesses                  | 11     |        |
| Abd. | 30 | Heinz-Harald Frentzen | Sauber-Mercedes   | 15    | Sortie de piste                    | 5      |        |
| Abd. | 7  | Mika Häkkinen         | McLaren-Peugeot   | 13    | Moteur                             | 8      |        |
| Abd. | 24 | Michele Alboreto      | Minardi-Ford      | 7     | Panne électrique                   | 22     |        |
| Abd. | 10 | Gianni Morbidelli     | Arrows-Ford       | 5     | Boîte de vitesses                  | 6      |        |
| Abd. | 28 | Gerhard Berger        | Ferrari           | 5     | Moteur                             | 17     |        |
| Abd. | 19 | Olivier Beretta       | Larrousse-Ford    | 2     | Accident                           | 23     |        |
| Abd. | 34 | Bertrand Gachot       | Pacific-Ilmor     | 1     | Accident                           | 25     |        |
| Nq.  | 32 | Roland Ratzenberger   | Simtek-Ford       |       | Non qualifié                       |        |        |
| Nq.  | 33 | Paul Belmondo         | Pacific-Ilmor     |       | Non qualifié                       |        |        |

## Pole position et record du tour
- Pole position : Ayrton Senna en 1 min 15 s 962 (vitesse moyenne : 204,971 km/h).
- Meilleur tour en course : Michael Schumacher en 1 min 18 s 455 au 7e tour (vitesse moyenne : 198,458 km/h).

## Tours en tête
- Ayrton Senna : 21 (1-21)
- Michael Schumacher : 50 (22-71)

## Statistiques
- 3e victoire pour Michael Schumacher.
- 8e victoire pour Benetton en tant que constructeur.
- 167e victoire pour Ford-Cosworth en tant que motoriste.